# Filmjahr 1960
Liste der Filmjahre

◄◄ | ◄ | 1956 | 1957 | 1958 | 1959 | Filmjahr 1960 | 1961 | 1962 | 1963 | 1964 | ► | ►►

Weitere Ereignisse

## Ereignisse
- 9. Februar: Mit einem Stern für Joanne Woodward wird der Hollywood Walk of Fame begründet.
- 21. März: Im Deutschen Fernsehfunk wird die politisch-agitatorische Sendereihe Der schwarze Kanal gestartet, in der Karl-Eduard von Schnitzler gekürzte und zusammengeschnittene Ausschnitte aus dem Westfernsehen sendet, um deren ursprünglichen Inhalt zu verfremden.
- 4. April: Der US-amerikanische Spielfilm Ben Hur, Regie William Wyler, wird bei der von der Academy of Motion Picture Arts and Sciences veranstalteten Oscarverleihung 1960 mit elf Academy Awards ausgezeichnet. Bernhard Grzimeks Film Serengeti darf nicht sterben erhält einen Oscar als Bester Dokumentarfilm.
- 20. Mai: Der Film La Dolce Vita (Das süße Leben) des italienischen Regisseurs Federico Fellini erhält bei den Internationalen Filmfestspielen in Cannes die Goldene Palme. Schauspielerin Anita Ekberg wird mit der Filmszene im römischen Trevi-Brunnen populär.

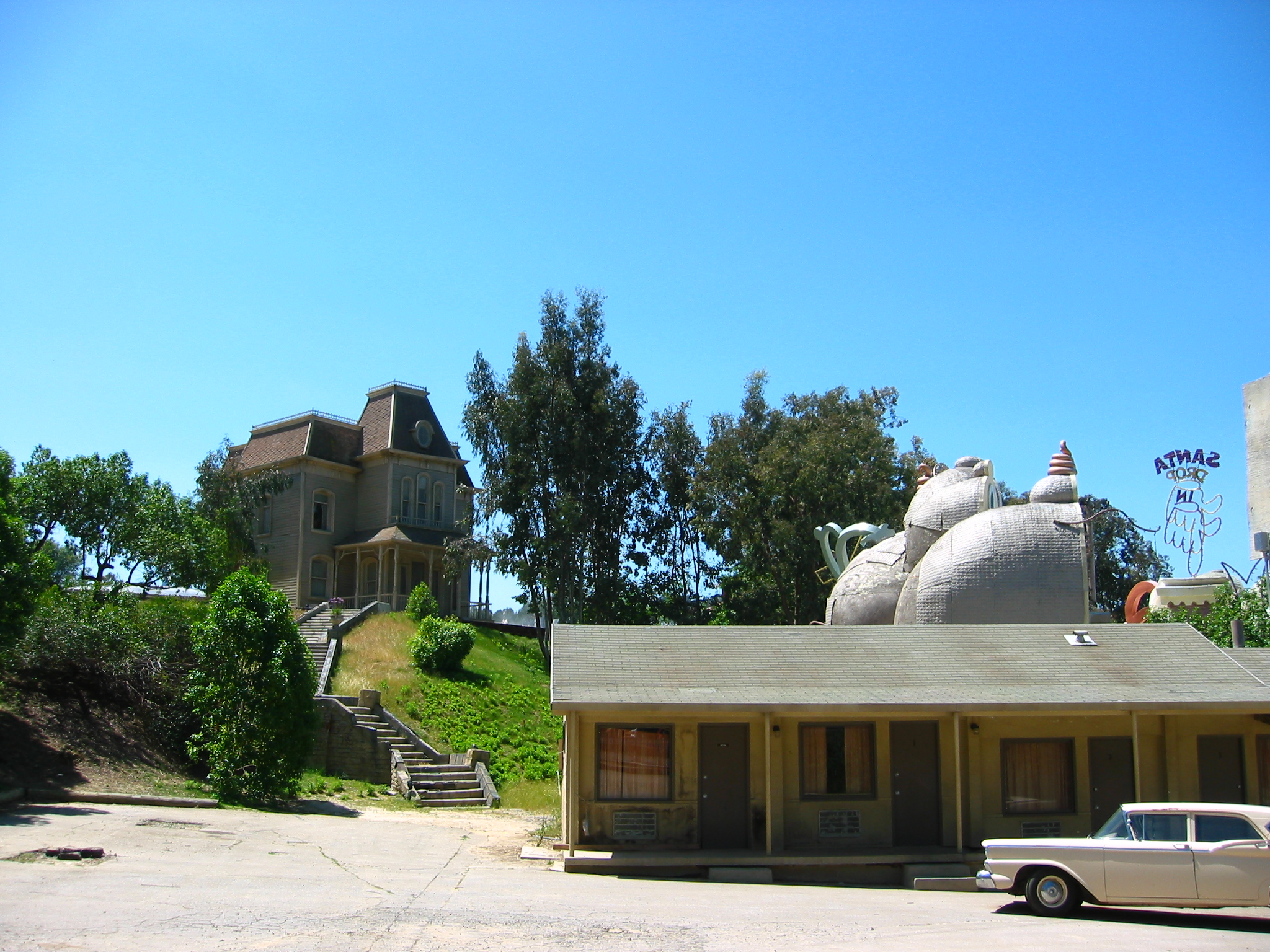
Das Psycho-Haus mit dem Motel im Vordergrund

- 16. Juni: Uraufführung von Psycho. Dieser bedeutende Klassiker des US-amerikanischen Kinos gilt als eines von Alfred Hitchcocks zentralen Werken. Die Szene, in der die weibliche Hauptfigur unter der Dusche erstochen wird, zählt sowohl visuell als auch musikalisch zu den bekanntesten und meistzitierten Szenen der Filmgeschichte.
- 9. Dezember: In Großbritannien wird die erste Folge des Lindenstraßen-Vorbilds Coronation Street ausgestrahlt.
- Die Sieger der BRAVO Otto Leserwahl 1960:
  - Kategorie – männliche Filmstars: Gold O. W. Fischer, Silber Hardy Krüger, Bronze Christian Wolff
  - Kategorie – weibliche Filmstars: Gold Sabine Sinjen, Silber Ruth Leuwerik, Bronze Liselotte Pulver

## Erfolgreichste Filme

### Top 10 in Deutschland
Die zehn erfolgreichsten Filme an den deutschen Kinokassen nach Besucherzahlen:
| Platz |                                | Besucher   |
| ----- | ------------------------------ | ---------- |
| 1.    | Ben Hur                        | 13.525.000 |
| 2.    | Der brave Soldat Schwejk       | 10.850.000 |
| 3.    | Das Spukschloß im Spessart     | 9.250.000  |
| 4.    | Im weißen Rößl                 | 7.133.000  |
| 5.    | Ich zähle täglich meine Sorgen | 6.423.000  |
| 6.    | Das süße Leben                 | 5.482.000  |
| 7.    | O sole mio                     | 5.356.000  |
| 8.    | Das Erbe von Björndal          | 5.198.000  |
| 9.    | Marina                         | 4.770.000  |
| 10.   | Der Jugendrichter              | 4.765.000  |

### Top 10 in den USA
Die zehn erfolgreichsten Filme an den US-amerikanischen Kinokassen nach Einspielergebnis.
| Platz | Filmtitel               | Einspielergebnis in US-Dollar |       |
| ----- | ----------------------- | ----------------------------- | ----- |
| 1.    | Spartacus               | 14.000.000                    | [ 2 ] |
| 2.    | Psycho                  | 9.100.000                     | [ 2 ] |
| 3.    | Exodus                  | 8.500.000                     | [ 2 ] |
| 4.    | Swiss Family Robinson   | 8.100.000                     | [ 3 ] |
| 5.    | The Alamo               | 7.900.000                     | [ 2 ] |
| 6.    | The World of Suzie Wong | 7.500.000                     | [ 3 ] |
| 7.    | BUtterfield 8           | 6.800.000                     | [ 4 ] |
| 8.    | The Apartment           | 6.700.000                     | [ 2 ] |
| 9.    | Ocean's 11              | 5.500.000                     | [ 2 ] |
| 10.   | From the Terrace        | 5.200.000                     | [ 2 ] |

### In anderen Staaten
| Land                   | Filmtitel       | Besucher    |        |
| ---------------------- | --------------- | ----------- | ------ |
| Frankreich             | Ben Hur         | 13,826,124  | [ 5 ]  |
| Indien                 | Mughal-e-Azam   | 100,000,000 | [ 6 ]  |
| Italien                | Ben Hur         | 15,400,000  | [ 7 ]  |
| Sowjetunion            | Vdali ot rodiny | 42,000,000  | [ 8 ]  |
| Spanien                | Ben Hur         | 4,653,194   | [ 9 ]  |
| Vereinigtes Königreich | Ben Hur         | 13,200,000  | [ 10 ] |

## Filmpreise

### Golden Globe Awards 1960
Am 10. März werden im Cocoanut Grove in Los Angeles die Golden Globe verliehen.
- Bestes Drama: Ben Hur von William Wyler
- Bestes Musical: Porgy and Bess von Otto Preminger
- Beste Komödie: Manche mögen’s heiß von Billy Wilder
- Bester Schauspieler (Drama): Anthony Franciosa in Viele sind berufen (Career)
- Beste Schauspielerin (Drama): Elizabeth Taylor in Plötzlich, letzten Sommer
- Bester Schauspieler (Musical/Komödie): Jack Lemmon in Manche mögen’s heiß
- Beste Schauspielerin (Musical/Komödie): Marilyn Monroe in Manche mögen’s heiß
- Bester Nebendarsteller: Stephen Boyd in Ben Hur
- Beste Nebendarstellerin: Susan Kohner in Solange es Menschen gibt
- Cecil B. DeMille Award: Bing Crosby

### Oscarverleihung 1960
Die Oscarverleihung findet am 4. April im RKO Pantages Theatre in Los Angeles statt. Moderator ist Bob Hope.
- Bester Film: Ben Hur von William Wyler
- Bester Hauptdarsteller: Charlton Heston in Ben Hur
- Beste Hauptdarstellerin: Simone Signoret in Room at the Top
- Bester Regisseur: William Wyler für Ben Hur
- Bester Nebendarsteller: Hugh Griffith in Ben Hur
- Beste Nebendarstellerin: Shelley Winters in Das Tagebuch der Anne Frank
- Beste Farbkamera: Robert Surtees für Ben Hur
- Beste Musik: Miklós Rózsa für Ben Hur
- Bester fremdsprachiger Film: Orfeu Negro von Marcel Camus
- Ehrenoscar für sein Lebenswerk: Buster Keaton

### Internationale Filmfestspiele von Cannes 1960
Das Festival findet vom 4. Mai bis zum 20. Mai statt. Die Jury wählt unter Präsident Georges Simenon folgende Preisträger aus:
- Goldene Palme: Das süße Leben von Federico Fellini
- Beste Schauspielerin: Jeanne Moreau in Stunden voller Zärtlichkeit und Melina Mercouri in Sonntags… nie!

### Internationale Filmfestspiele Berlin 1960
Das Festival findet vom 24. Juni bis zum 5. Juli statt. Die Jury unter Präsident Harold Lloyd wählt folgende Preisträger aus:
- Goldener Bär: Der Schelm von Salamanca (El Lazarillo de Tormes) von César Fernández Ardavín
- Bester Schauspieler: Fredric March in Wer den Wind sät
- Beste Schauspielerin: Juliette Mayniel in Kirmes
- Bester Regisseur: Jean-Luc Godard für Außer Atem

### Filmfestspiele von Venedig
Das Festival findet vom 24. August bis zum 7. September statt. Die Jury wählt folgende Preisträger aus:
- Goldener Löwe: Le Passage du Rhin von André Cayatte
- Bester Schauspieler: John Mills in Tunes of Glory
- Beste Schauspielerin: Shirley MacLaine in Das Appartement

### Deutscher Filmpreis
- Bester Film: Die Brücke
- Beste Regie: Bernhard Wicki für Die Brücke
- Beste Hauptdarstellerin: Nadja Tiller für Labyrinth der Leidenschaften
- Bester Hauptdarsteller: Walter Giller für Rosen für den Staatsanwalt
- Beste Nebendarstellerin: Edith Schultze-Westrum für Die Brücke
- Bester Nebendarsteller: Hanns Lothar für Buddenbrooks

### British Academy Film Awards 1960
- Bester Film: Ben Hur von William Wyler
- Bester britischer Darsteller: Peter Sellers für Junger Mann aus gutem Haus
- Bester ausländischer Darsteller: Jack Lemmon für Manche mögen’s heiß
- Beste britische Darstellerin: Audrey Hepburn für Geschichte einer Nonne
- Beste ausländische Darstellerin: Shirley MacLaine für Immer die verflixten Frauen

### Étoile de Cristal
- Bester Film: Mit dem Kopf gegen die Wände von Georges Franju
- Bester Darsteller: Charles Aznavour in Mit dem Kopf gegen die Wände
- Beste Darstellerin: Emmanuelle Riva in Hiroshima, mon amour
- Bester ausländischer Film: Die Erfindung des Verderbens von Karel Zeman
- Bester ausländischer Darsteller: Hannes Messemer in Der falsche General
- Beste ausländische Darstellerin: Ewa Krzyżewska in Asche und Diamant

### New York Film Critics Circle Award
- Bester Film: Söhne und Liebhaber von Jack Cardiff
- Beste Regie: Jack Cardiff für Söhne und Liebhaber und Billy Wilder für Das Appartement
- Bester Hauptdarsteller: Burt Lancaster in Elmer Gantry
- Beste Hauptdarstellerin: Deborah Kerr in Der endlose Horizont
- Bester ausländischer Film: Hiroshima, mon amour von Alain Resnais

### National Board of Review
- Bester Film: Söhne und Liebhaber von Jack Cardiff
- Beste Regie: Jack Cardiff für Söhne und Liebhaber
- Bester Hauptdarsteller: Robert Mitchum in Der endlose Horizont und Das Erbe des Blutes
- Beste Hauptdarstellerin: Greer Garson in Sunrise at Campobello
- Bester Nebendarsteller: George Peppard in Das Erbe des Blutes
- Beste Nebendarstellerin: Shirley Jones in Elmer Gantry
- Bester fremdsprachiger Film: Apus Weg ins Leben: Apus Welt von Satyajit Ray

### Laurel Award
- Bestes Action-Drama: Der unsichtbare Dritte von Alfred Hitchcock
  - Bester Action-Darsteller: Gary Cooper in Sie kamen nach Cordura
- Bestes Drama: Anatomie eines Mordes von Otto Preminger
  - Bester dramatischer Darsteller: James Stewart in Anatomie eines Mordes
  - Beste dramatische Darstellerin: Elizabeth Taylor in Plötzlich im letzten Sommer
- Beste Komödie: Bettgeflüster von Michael Gordon
  - Bester komödiantischer Darsteller: Cary Grant in Unternehmen Petticoat
  - Beste komödiantische Darstellerin: Doris Day in Bettgeflüster
- Bestes Musical: Can-Can von Walter Lang
  - Bester Musical-Darsteller: Frank Sinatra in Can-Can
  - Beste Musical-Darstellerin: Shirley MacLaine in Can-Can
- Bester Unterhaltungsfilm: Der unheimliche Zotti von Charles Barton

### Weitere Filmpreise und Auszeichnungen
- Astor de Oro: Die Brücke von Bernhard Wicki
- Directors Guild of America Award: William Wyler für Ben Hur, George Stevens (Lebenswerk)
- Ernst-Lubitsch-Preis: Ladislao Vajda für die Regie zu Ein Mann geht durch die Wand
- Louis-Delluc-Preis: Noch nach Jahr und Tag von Henri Colpi
- Nastro d’Argento: Der falsche General von Roberto Rossellini und Wilde Erdbeeren von Ingmar Bergman
- Preis der deutschen Filmkritik: Die Brücke von Bernhard Wicki
- Festival Internacional de Cine de Donostia-San Sebastián: Romeo, Julia und die Finsternis von Jiří Weiss (Goldene Muschel)
- Writers Guild of America Award: Fünf Pennies (Bestes Musical), Das Tagebuch der Anne Frank (Bestes Drama), Manche mögen’s heiß (Beste Komödie), Norman Krasna (Lebenswerk)

## Geburtstage

### Januar bis März
Januar

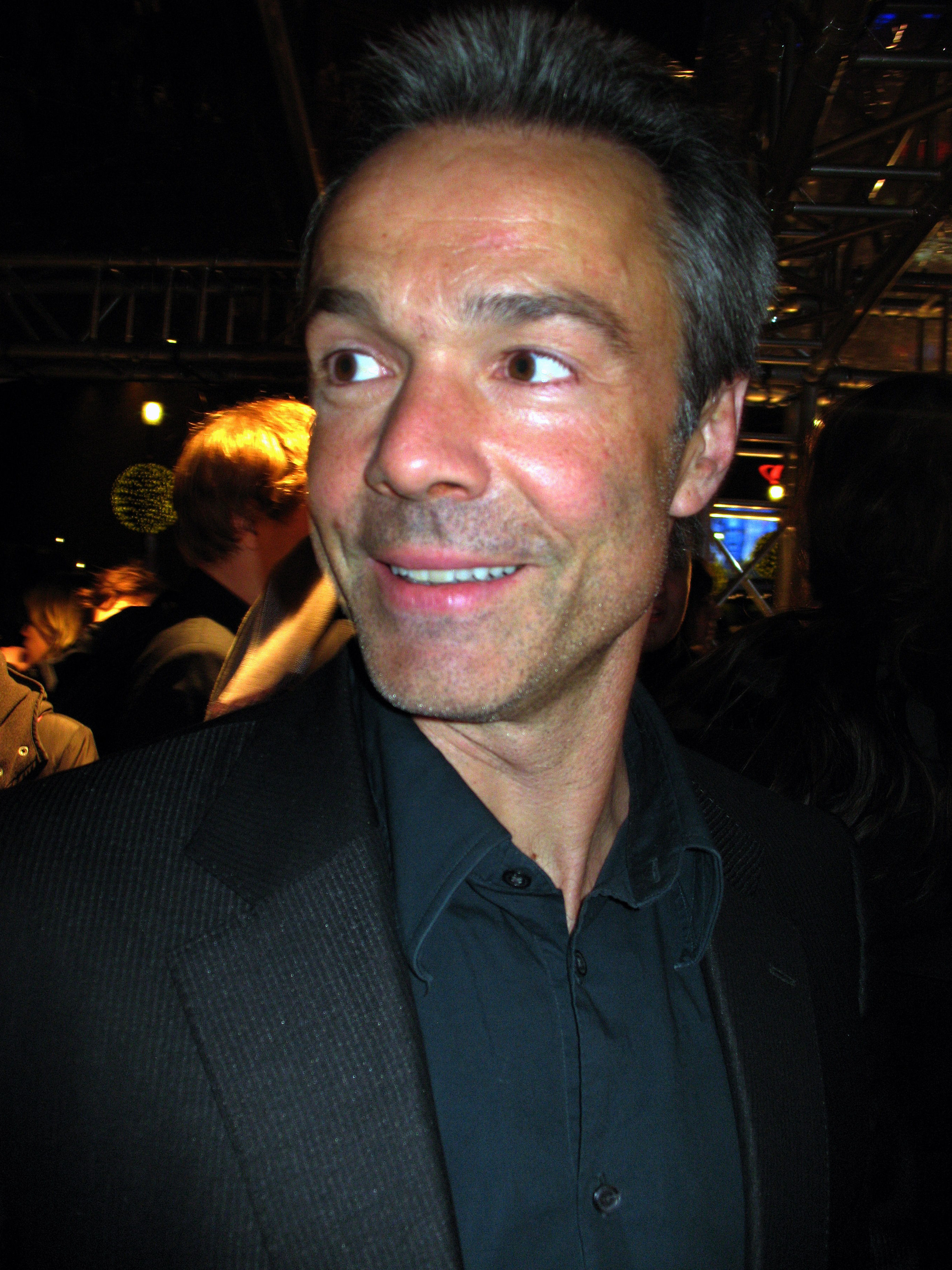
Hannes Jaenicke (* 26. Februar)

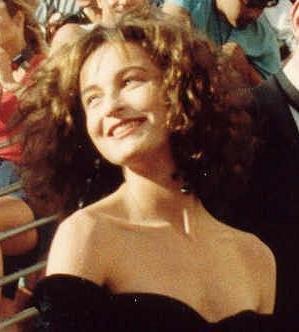
Jennifer Grey (* 26. März)

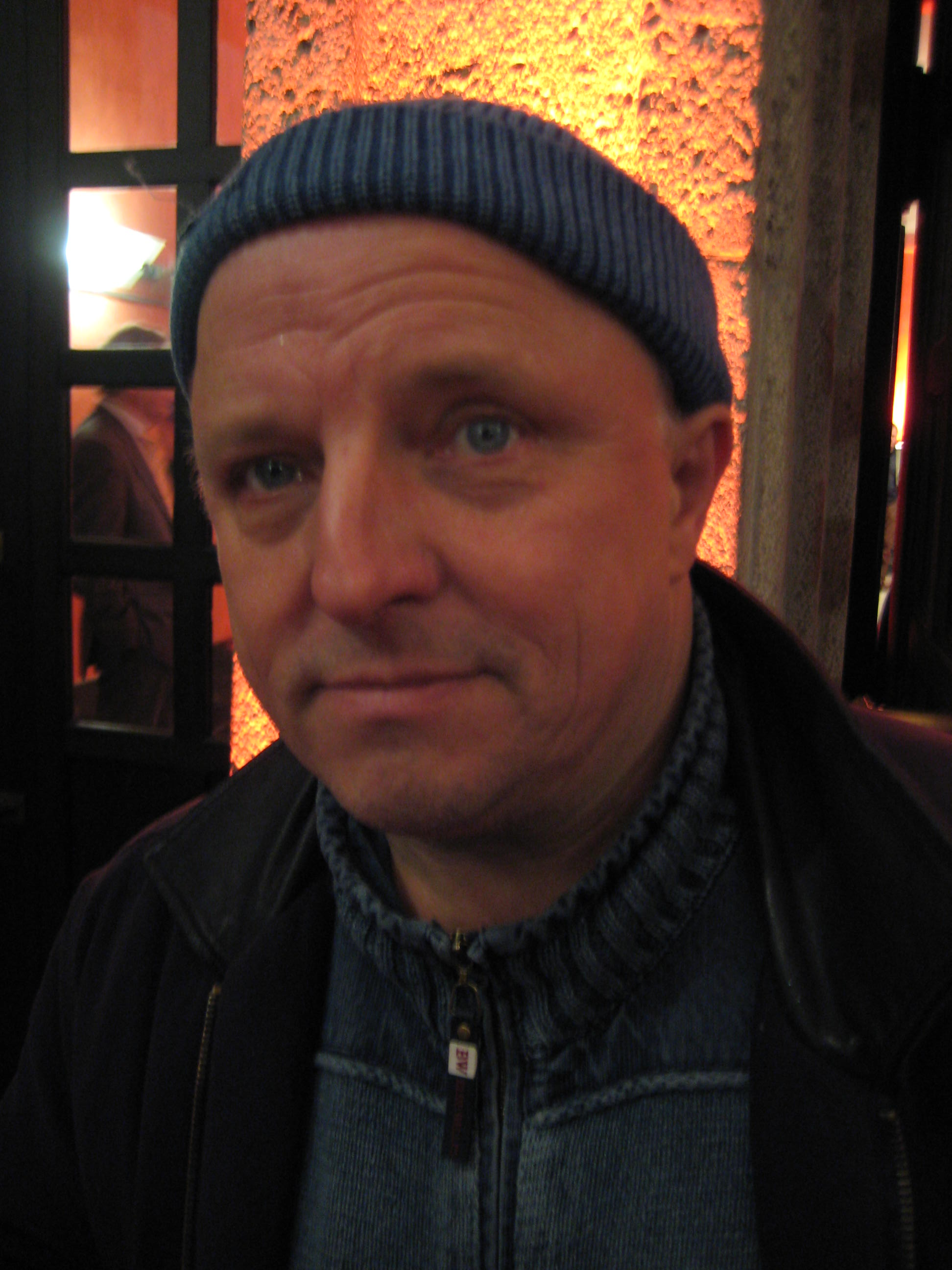
Axel Prahl (* 26. März)

- 01. Januar: Adriana Altaras, deutsche Schauspielerin
- 10. Januar: Gurinder Chadha, britische Regisseurin
- 10. Januar: Jay Russell, US-amerikanischer Regisseur
- 11. Januar: Stanley Tucci, US-amerikanischer Schauspieler
- 12. Januar: Oliver Platt, kanadischer Schauspieler
- 13. Januar: Kevin Anderson, US-amerikanischer Schauspieler
- 15. Januar: Ralph Herforth, deutscher Schauspieler
- 18. Januar: Mark Rylance, britisch-amerikanischer Schauspieler
- 28. Januar: Robert von Dassanowsky, US-amerikanischer Filmhistoriker und -produzent († 2023)

Februar
- 04. Februar: Jenette Goldstein, US-amerikanische Schauspielerin
- 06. Februar: Megan Gallagher, US-amerikanische Schauspielerin
- 07. Februar: Klaus J. Behrendt, deutscher Schauspieler
- 07. Februar: James Spader, US-amerikanischer Schauspieler
- 14. Februar: Meg Tilly, US-amerikanische Schauspielerin
- 18. Februar: Greta Scacchi, italienische Schauspielerin
- 26. Februar: Hannes Jaenicke, deutscher Schauspieler

März
- 11. März: Robert Glenister, britischer Schauspieler
- 12. März: Jason Beghe, US-amerikanischer Schauspieler
- 12. März: Cheick Fantamady Camara, guineischer Regisseur und Dokumentarfilmer († 2017)
- 12. März: Courtney B. Vance, US-amerikanischer Schauspieler
- 13. März: John Greyson, kanadischer Regisseur
- 14. März: Petter Næss, norwegischer Schauspieler und Regisseur
- 15. März: Chris Sanders, US-amerikanischer Filmanimator
- 16. März: Christiane Leuchtmann, deutsche Theater- und Fernsehschauspielerin sowie Hörspiel- und Hörbuchsprecherin
- 17. März: Arye Gross, US-amerikanischer Schauspieler
- 17. März: Pietro Scalia, italienischer Filmeditor
- 18. März: Steven Kloves, US-amerikanischer Drehbuchautor und Regisseur
- 18. März: Max Tidof, deutscher Schauspieler
- 19. März: Angelo Colagrossi, italienischer Autor und Regisseur
- 19. März: Stefanie Mühle, deutsche Schauspielerin († 2011)
- 22. März: Nicole Holofcener, US-amerikanische Regisseurin und Drehbuchautorin
- 24. März: Kelly LeBrock, US-amerikanische Schauspielerin
- 25. März: Brenda Strong, US-amerikanische Schauspielerin
- 26. März: Jennifer Grey, US-amerikanische Schauspielerin
- 26. März: Katharina Meinecke, deutsche Schauspielerin
- 26. März: Axel Prahl, deutscher Schauspieler
- 27. März: Sabine Arnhold, deutsche Synchron- und Hörspielsprecherin
- 29. März: Annabella Sciorra, US-amerikanische Schauspielerin
- 30. März: Antonia Franceschi, US-amerikanische Schauspielerin und Balletttänzerin

### April bis Juni
April

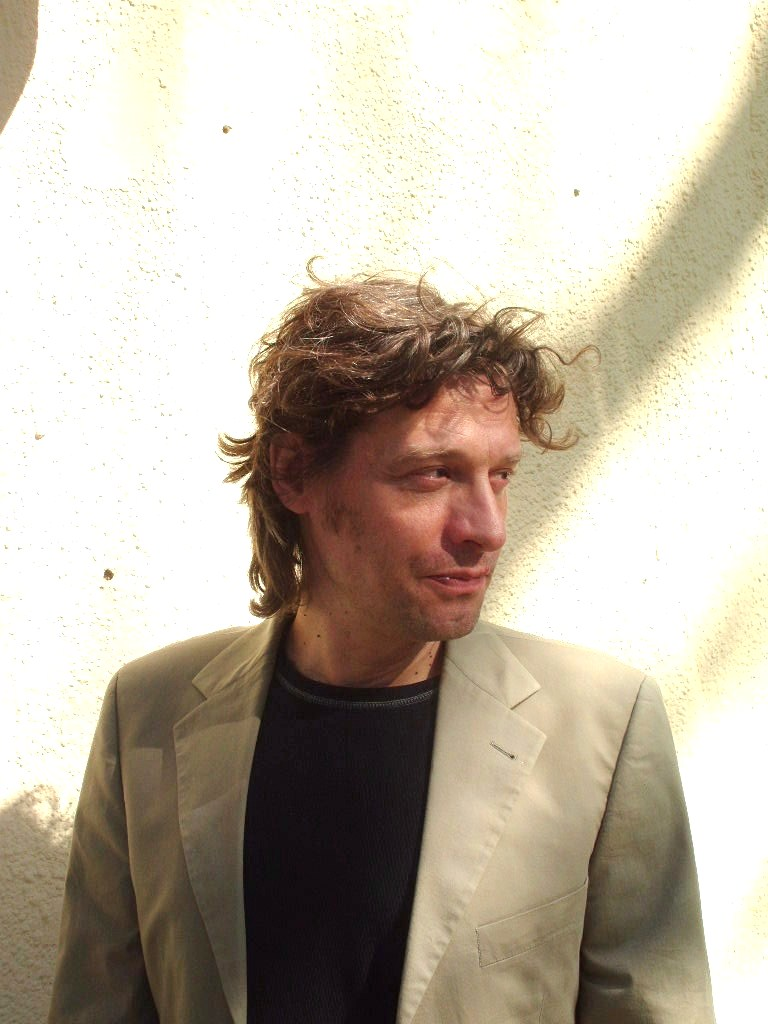
Benjamin Völz (* 13. Mai)

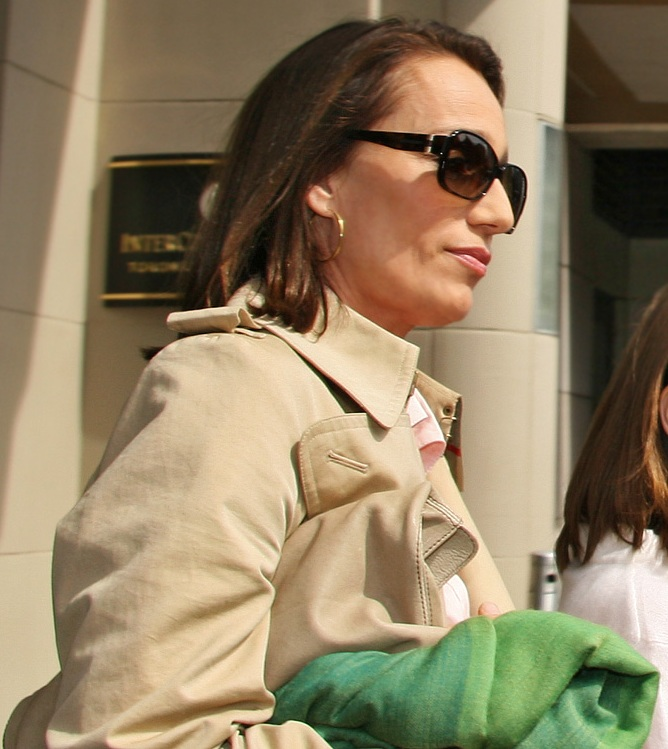
Kristin Scott Thomas (* 24. Mai)

- 04. April: Lorraine Toussaint, US-amerikanische Schauspielerin
- 04. April: Hugo Weaving, australischer Schauspieler
- 10. April: Olivia Brown, US-amerikanische Schauspielerin
- 14. April: Brad Garrett, US-amerikanischer Schauspieler
- 15. April: Susanne Bier, dänische Regisseurin
- 19. April: Nicoletta Braschi, italienische Schauspielerin
- 23. April: Valerie Bertinelli, US-amerikanische Schauspielerin
- 23. April: Craig Sheffer, US-amerikanischer Schauspieler
- 26. April: Markus Hering, deutscher Schauspieler
- 29. April: Audrey Wells, US-amerikanische Drehbuchautorin und Regisseurin († 2018)

Mai
- 06. Mai: Anne Parillaud, französische Schauspielerin
- 13. Mai: Benjamin Völz, deutscher Schauspieler und Synchronsprecher
- 15. Mai: Rob S. Bowman, US-amerikanischer Regisseur und Produzent
- 17. Mai: Fiona Hutchison, britisch-amerikanische Schauspielerin
- 20. Mai: John Billingsley, US-amerikanischer Schauspieler
- 20. Mai: Tony Goldwyn, US-amerikanischer Schauspieler
- 22. Mai: Hideaki Anno, japanischer Regisseur
- 24. Mai: Doug Jones, US-amerikanischer Schauspieler
- 24. Mai: Kristin Scott Thomas, britische Schauspielerin
- 26. Mai: Doug Hutchison, US-amerikanischer Schauspieler
- 31. Mai: Chris Elliott, US-amerikanischer Schauspieler

Juni
- 17. Juni: Thomas Haden Church, US-amerikanischer Schauspieler
- 18. Juni: Barbara Broccoli, US-amerikanische Produzentin
- 24. Juni: Isshin Inudō, japanischer Regisseur und Drehbuchautor
- 24. Juni: Erik Poppe, norwegischer Regisseur

### Juli bis September
Juli

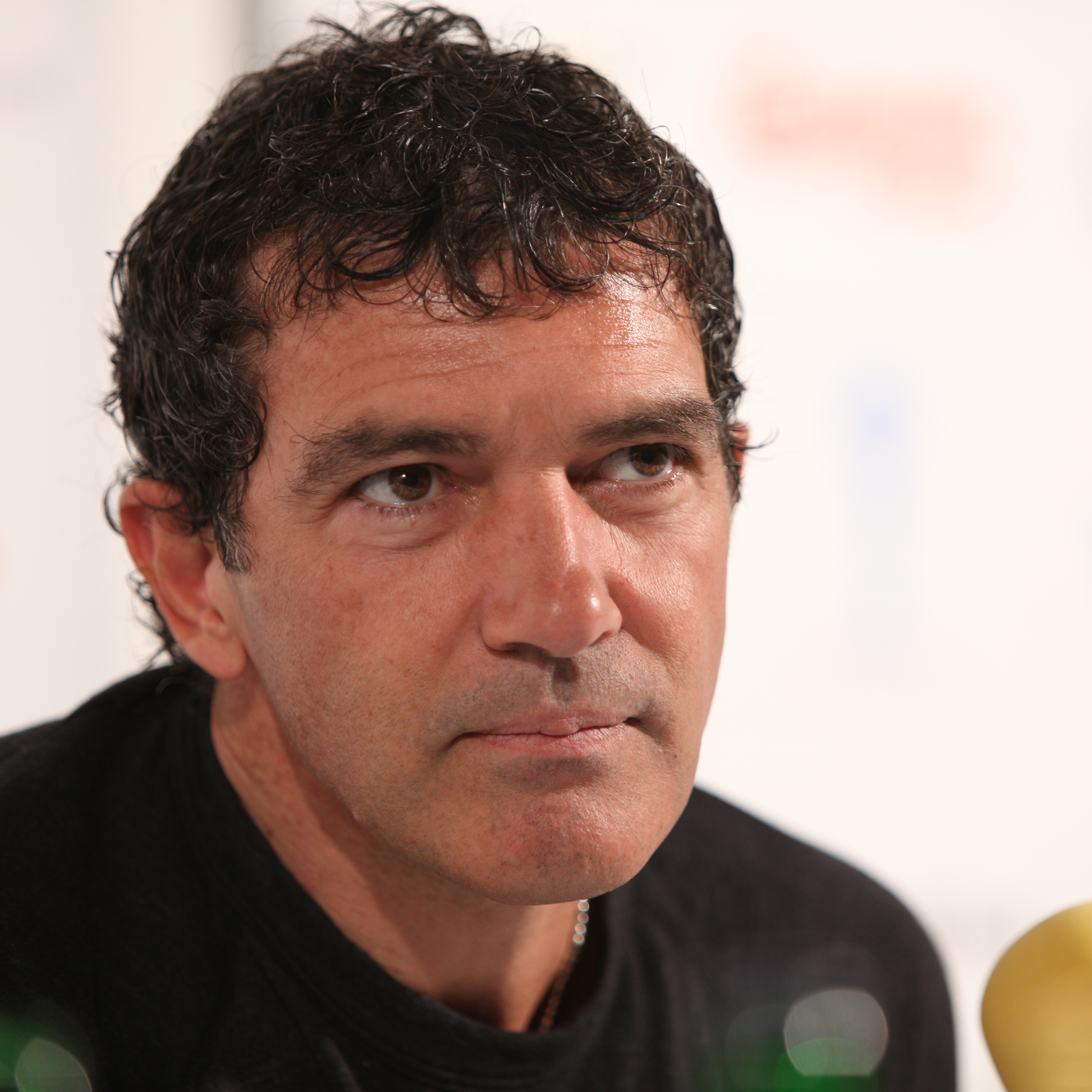
Antonio Banderas (* 10. August)

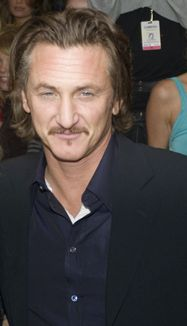
Sean Penn (* 17. August)

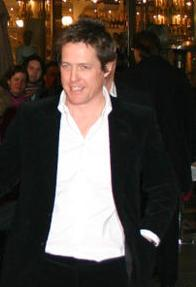
Hugh Grant (* 9. September)

- 01. Juli: Mikael Håfström, schwedischer Regisseur
- 02. Juli: Terry Rossio, US-amerikanischer Drehbuchautor
- 05. Juli: Pruitt Taylor Vince, US-amerikanischer Schauspieler
- 11. Juli: Jafar Panahi, iranischer Regisseur
- 18. Juli: Anne-Marie Johnson, US-amerikanische Schauspielerin
- 19. Juli: Atom Egoyan, kanadischer Regisseur
- 19. Juli: Caterina Vertova, italienische Schauspielerin
- 23. Juli: Jon Landau, US-amerikanischer Filmproduzent († 2024)
- 30. Juli: Richard Linklater, US-amerikanischer Regisseur

August
- 04. August: Bernard Rose, britischer Regisseur
- 07. August: David Duchovny, US-amerikanischer Schauspieler
- 10. August: Antonio Banderas, spanischer Schauspieler
- 16. August: Timothy Hutton, US-amerikanischer Schauspieler
- 17. August: Sean Penn, US-amerikanischer Schauspieler
- 24. August: Takashi Miike, japanischer Regisseur

September
- 08. September: Victoria Trauttmansdorff, österreichische Schauspielerin
- 09. September: Hugh Grant, britischer Schauspieler
- 10. September: Colin Firth, britischer Schauspieler
- 10. September: Harald Krassnitzer, österreichischer Schauspieler
- 10. September: Leland Orser, US-amerikanischer Schauspieler
- 12. September: Robert John Burke, US-amerikanischer Schauspieler
- 14. September: Melissa Leo, US-amerikanische Schauspielerin
- 14. September: Christian Petzold, deutscher Regisseur
- 21. September: Mary Mara, US-amerikanische Schauspielerin († 2022)
- 23. September: Jason Carter, britischer Schauspieler
- 26. September: Claudia Jakobshagen, deutsche Schauspielerin und Sprecherin
- 27. September: Jean-Marc Barr, französischer Schauspieler, Regisseur und Drehbuchautor

### Oktober bis Dezember
Oktober

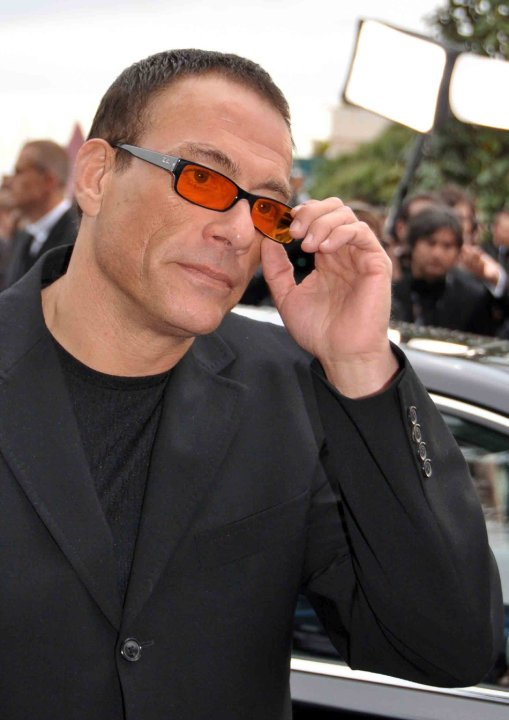
Jean-Claude Van Damme (* 18. Oktober)

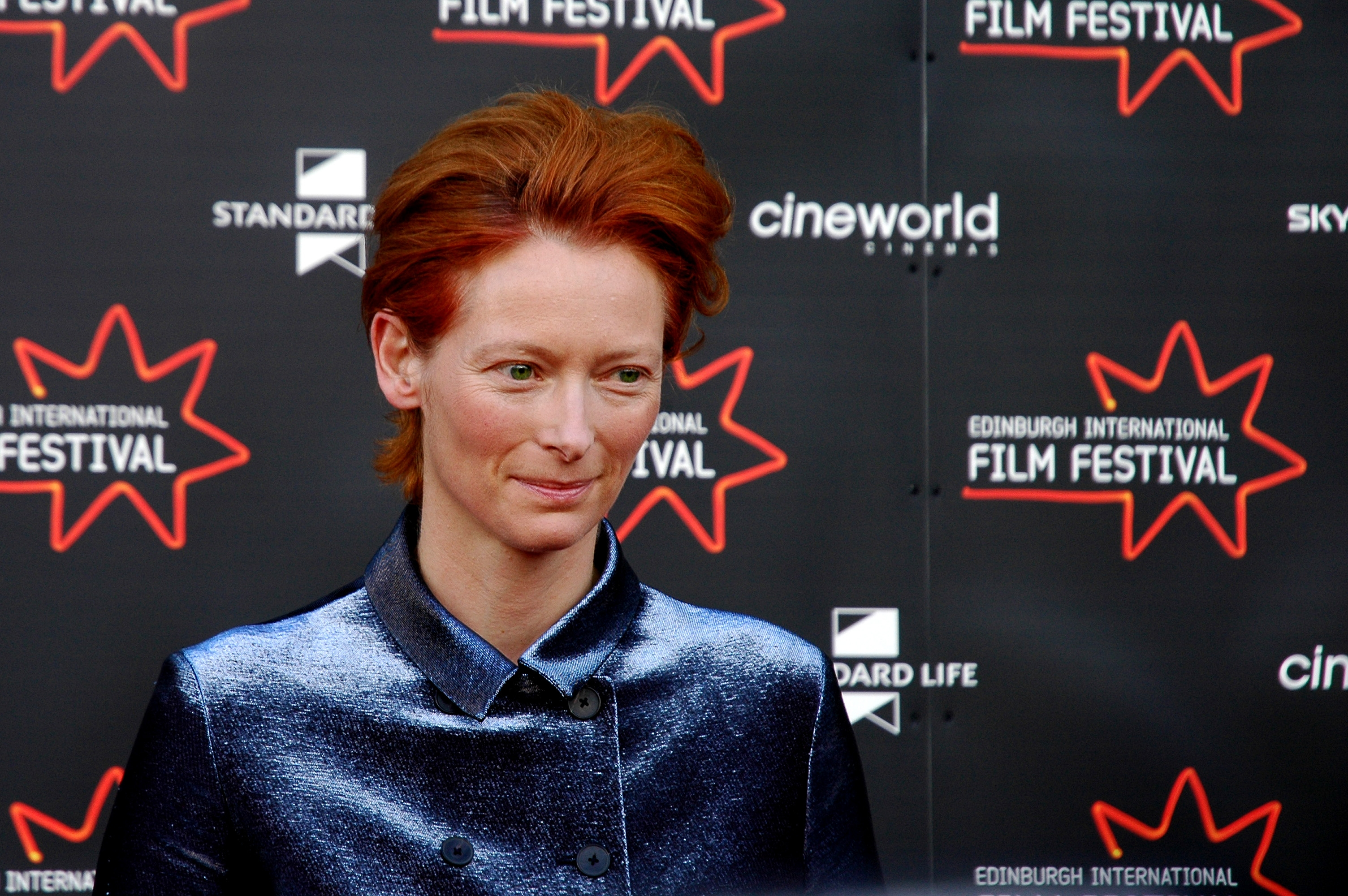
Tilda Swinton (* 5. November)

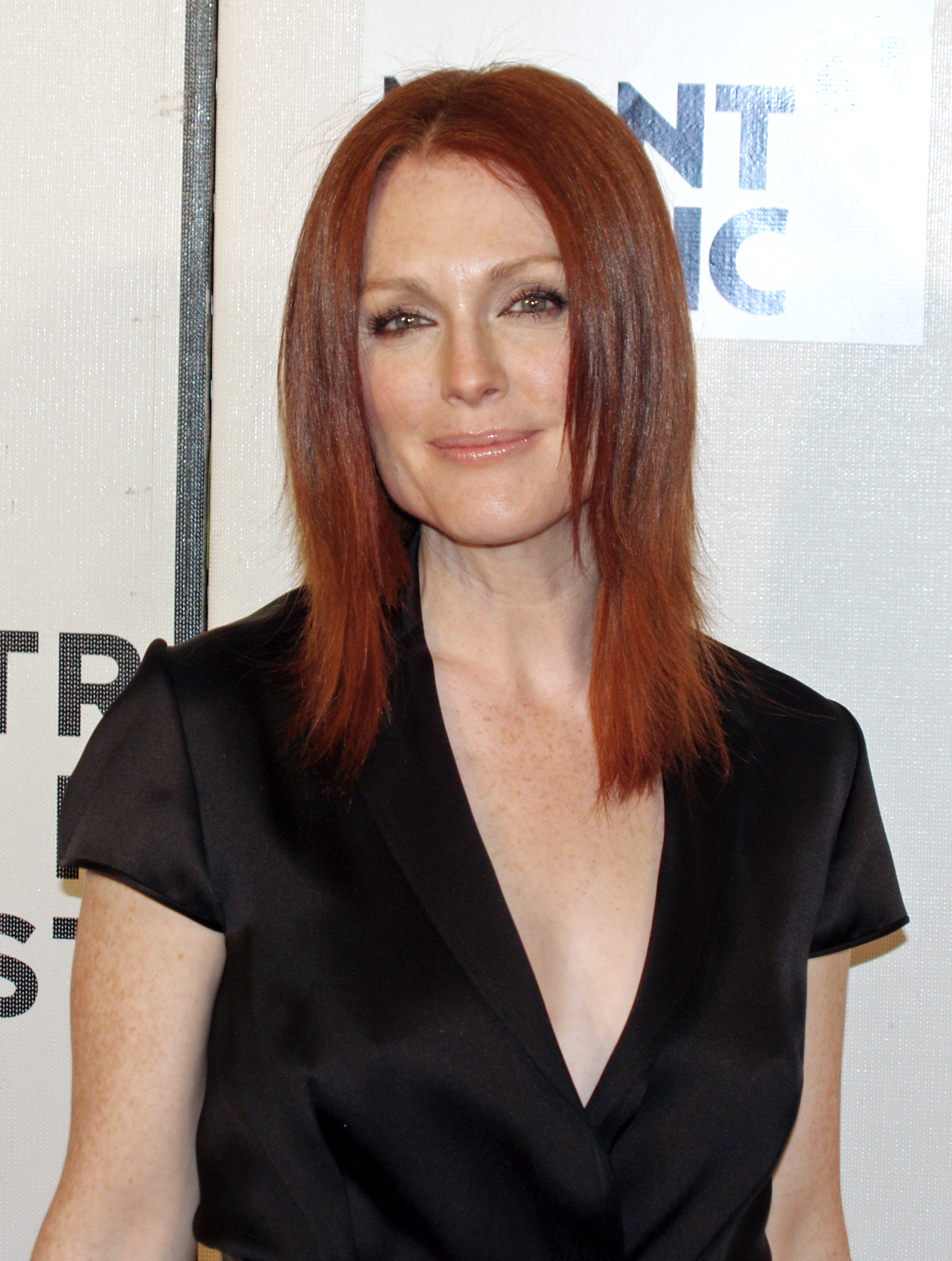
Julianne Moore (* 3. Dezember)

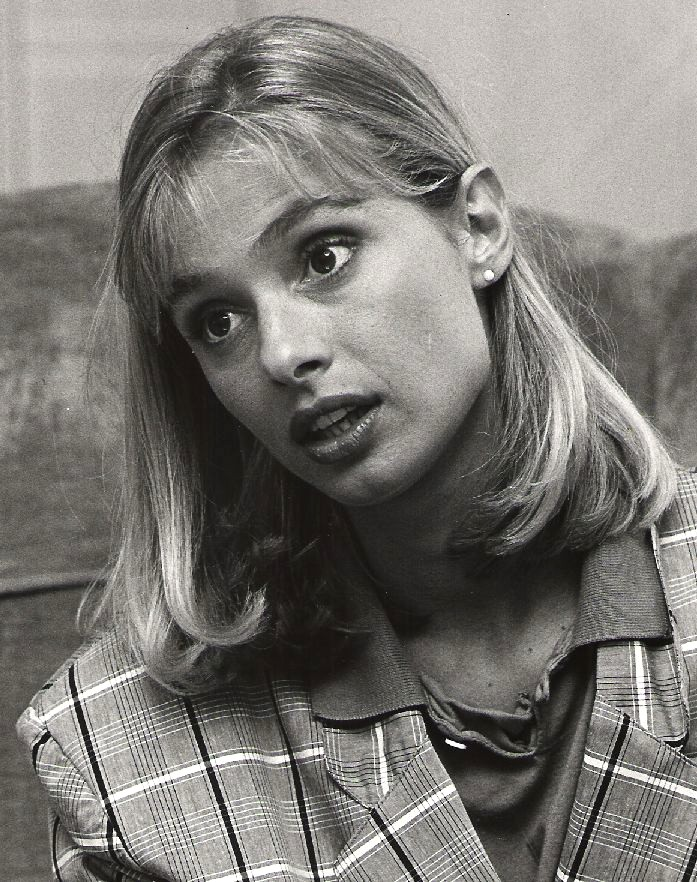
Maryam d’Aboe (* 27. Dezember)

- 01. Oktober: Elizabeth Dennehy, US-amerikanische Schauspielerin
- 01. Oktober: Hubert Taczanowski, polnischer Kameramann
- 02. Oktober: Heike Thiem-Schneider, deutsche Schauspielerin
- 05. Oktober: Daniel Baldwin, US-amerikanischer Schauspieler
- 05. Oktober: Lena Lessing, deutsche Schauspielerin und Regisseurin
- 06. Oktober: Kristiane Kupfer, deutsche Schauspielerin
- 06. Oktober: Shun Medoruma, japanischer Schriftsteller und Drehbuchautor
- 08. Oktober: Rano Karno, indonesischer Schauspieler
- 09. Oktober: Udo Rein,  deutscher Filmkünstler
- 10. Oktober: Carla Signoris, italienische Schauspielerin
- 10. Oktober: Vadivelu, indischer Schauspieler und Komiker
- 10. Oktober: David Vostell, deutsch-spanischer Komponist und Regisseur
- 12. Oktober: Hiroyuki Sanada, japanischer Schauspieler
- 13. Oktober: Pe Werner, deutsche Sängerin und Schauspielerin
- 14. Oktober: François Levantal, französischer Schauspieler
- 15. Oktober: Lolita Morena, schweizerische Schauspielerin, Model und Moderatorin
- 15. Oktober: Slavko Štimac, serbischer Schauspieler
- 16. Oktober: Johannes Schild, deutscher Komponist
- 17. Oktober: Guy Henry, britischer Schauspieler
- 17. Oktober: Rob Marshall, US-amerikanischer Regisseur
- 18. Oktober: Jean-Claude Van Damme, belgischer Schauspieler
- 18. Oktober: Erin Moran, US-amerikanische Schauspielerin († 2017)
- 18. Oktober: John Schwartzman, US-amerikanischer Kameramann
- 19. Oktober: Beate Eriksen, norwegische Schauspielerin und Regisseurin
- 22. Oktober: Stefan Huber, Schweizer Regisseur und Schauspieler († 2023)
- 24. Oktober: Hermann Killmeyer, österreichischer Schauspieler
- 24. Oktober: Christoph Schlingensief, deutscher Regisseur, Drehbuchautor und Schauspieler († 2010)
- 24. Oktober: Bradley Darryl Wong, US-amerikanischer Schauspieler
- 31. Oktober: Arnaud Desplechin, französischer Regisseur

November
- 03. November: William Monahan, US-amerikanischer Drehbuchautor
- 04. November: Kathy Griffin, US-amerikanische Schauspielerin
- 05. November: Tilda Swinton, britische Schauspielerin
- 06. November: Michael Cerveris, US-amerikanischer Schauspieler
- 08. November: Elizabeth Avellan, US-amerikanische Produzentin
- 08. November: Oleg Menschikow, russischer Schauspieler
- 08. November: Mikael Nyqvist, schwedischer Schauspieler († 2017)
- 11. November: Katja Flint, deutsche Schauspielerin
- 13. November: Neil Flynn, US-amerikanischer Schauspieler
- 13. November: Wolfgang Murnberger, österreichischer Regisseur
- 15. November: Franziska Buch, deutsche Regisseurin und Drehbuchautorin
- 15. November: Susanne Lothar, deutsche Schauspielerin († 2012)
- 18. November: Elizabeth Perkins, US-amerikanische Schauspielerin
- 18. November: Yeşim Ustaoğlu, türkische Regisseurin
- 21. November: Brian McNamara, US-amerikanischer Schauspieler
- 22. November: Leos Carax, französischer Regisseur
- 29. November: Cathy Moriarty, US-amerikanische Schauspielerin
- 30. November: Hiam Abbass, israelische Schauspielerin

Dezember
- 02. Dezember: Justus von Dohnányi, deutscher Schauspieler
- 03. Dezember: Daryl Hannah, US-amerikanische Schauspielerin
- 03. Dezember: Julianne Moore, US-amerikanische Schauspielerin
- 07. Dezember: Abdellatif Kechiche, französischer Regisseur, Drehbuchautor und Schauspieler
- 09. Dezember: Stefen Fangmeier, US-amerikanischer Spezial-Effekte-Künstler
- 10. Dezember: Kenneth Branagh, irischer Schauspieler und Regisseur
- 11. Dezember: Rachel Portman, britische Komponistin
- 14. Dezember: Don Franklin, US-amerikanischer Schauspieler
- 17. Dezember: Jürgen Tarrach, deutscher Schauspieler
- 20. Dezember: Kim Ki-duk, koreanischer Regisseur
- 25. Dezember: Hong Sang-soo, koreanischer Regisseur
- 27. Dezember: Maryam d’Abo, britische Schauspielerin
- 28. Dezember: Chad McQueen, US-amerikanischer Schauspieler († 2024)

### Tag unbekannt
- Eric Fellner, britischer Produzent

## Verstorbene

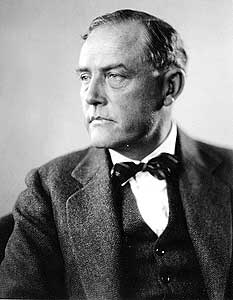
Victor Sjöström († 3. Januar)

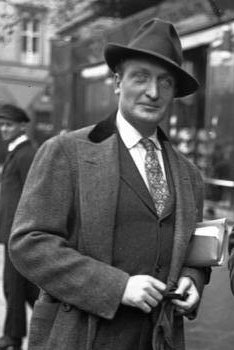
Hans Albers († 24. Juli)

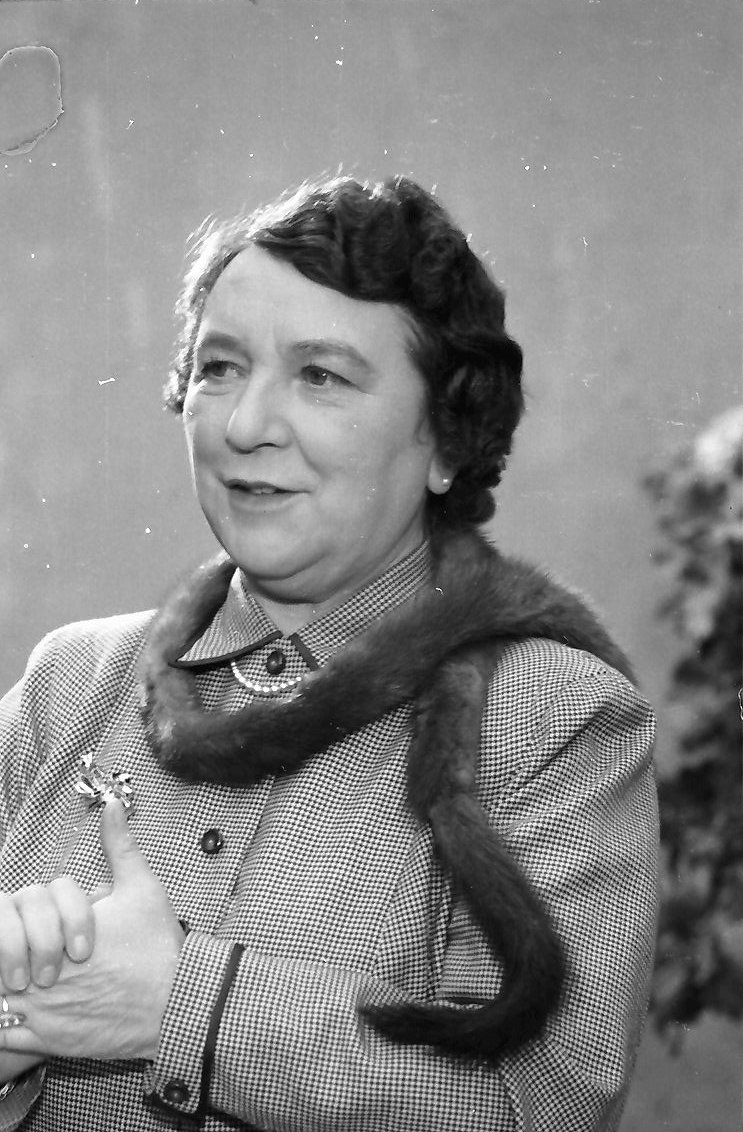
Liesl Karlstadt († 27. Juli)

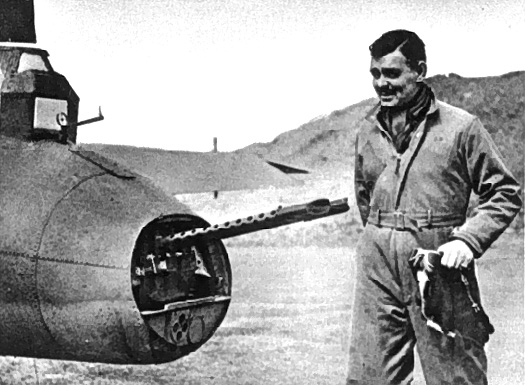
Clark Gable († 16. November)

### Januar bis März
- 01. Januar: Curt Oertel, deutscher Kameramann und Regisseur (* 1890)
- 01. Januar: Margaret Sullavan, US-amerikanische Schauspielerin (* 1909)
- 03. Januar: Victor Sjöström, schwedischer Regisseur (* 1879)
- 04. Januar: Dudley Nichols, US-amerikanischer Drehbuchautor (* 1895)
- 17. Januar: Sid Cassel, britischer Schauspieler (* 1897)
- 18. Januar: Julius von Borsody, österreichischer Filmarchitekt und Szenenbildner (* 1892)
- 20. Januar: Eddie Parker, US-amerikanischer Schauspieler (* 1900)

- 21. Februar: Jacques Becker, französischer Regisseur (* 1906)

- 04. März: Manja Tzatschewa, bulgarisch-deutsche Schauspielerin (* 1892)
- 11. März: Roman Mann, polnischer Filmarchitekt (* 1911)
- 26. März: Ian Keith, US-amerikanischer Schauspieler (* 1899)

### April bis Juni
- 25. April: Hope Emerson, US-amerikanische Schauspielerin (* 1897)

- 23. Mai: Sol Polito, US-amerikanischer Kameramann (* 1892)
- 27. Mai: George Zucco, US-amerikanischer Schauspieler (* 1886)

- 28. Juni: Victor Janson, deutscher Schauspieler und Regisseur (* 1884)
- 30. Juni: Jakob Tiedtke, deutscher Schauspieler (* 1875)

### Juli bis September
- 12. Juli: Buddy Adler, US-amerikanischer Produzent und Drehbuchautor (* 1906)
- 24. Juli: Hans Albers, deutscher Schauspieler (* 1891)
- 26. Juli: Cedric Gibbons, US-amerikanischer Szenenbildner (* 1893)
- 27. Juli: Liesl Karlstadt, deutsche Schauspielerin (* 1892)

- 09. August: Richard Cramer, US-amerikanischer Schauspieler (* 1889)
- 10. August: Frank Lloyd, US-amerikanischer Regisseur (* 1886)
- 23. August: Oscar Hammerstein II, US-amerikanischer Songtexter (* 1895)
- 29. August: Vicki Baum, österreichische Schriftstellerin (* 1888)
- 29. August: Dary Holm, deutsche Schauspielerin (* 1897)

- 04. September: Alfred E. Green, US-amerikanischer Regisseur (* 1889)
- 12. September: Curt Goetz, deutscher Schriftsteller und Schauspieler (* 1888)
- 18. September: B. B. Kahane, US-amerikanischer Produzent (* 1891)
- 24. September: Harald Braun, deutscher Regisseur (* 1901)

### Oktober bis Dezember
- 06. Oktober: Hans Balzer, deutscher Drehbuchautor (* 1891)
- 10. Oktober: Basil Ruysdael, US-amerikanischer Schauspieler (* 1878)
- 13. Oktober: Guglielmo Giannini, italienischer Drehbuchautor und Regisseur (* 1891)
- 15. Oktober: Henny Porten, deutsche Schauspielerin (* 1890)
- 19. Oktober: George Stevenson Wallace, australischer Komiker und Schauspieler (* 1895)
- 23. Oktober: Gisela von Collande, deutsche Schauspielerin (* 1915)

- 04. November: Hugo Döblin, deutscher Schauspieler (* 1876)
- 05. November: Ward Bond, US-amerikanischer Schauspieler (* 1903)
- 05. November: Mack Sennett, US-amerikanischer Produzent (* 1880)
- 16. November: Clark Gable, US-amerikanischer Schauspieler (* 1901)

- 01. Dezember: Heinrich Jonen, deutscher Produzent (* 1901)
- 14. Dezember: Gregory Ratoff, russisch-amerikanischer Regisseur und Schauspieler (* 1897)
- 15. Dezember: Véra Clouzot, französisch-brasilianische Schauspielerin (* 1913)
- 28. Dezember: Otto Hunte, deutscher Filmarchitekt (* 1881)